# Horsens
 Denne artikel handler om selve byen Horsens. Ordet Horsens bruges ofte også som en kort betegnelse for Horsens Kommune.
 Ikke at forveksle med Horsens Sogn.
Horsens er en by i Østjylland og er med sine 64.418 indbyggere  (2025) Danmarks 7. største by. Byen ligger inderst i Horsens Fjord på den jyske østkyst. Horsens er hovedby i Horsens Kommune i Region Midtjylland. Den nævnes første gang i 12. århundrede og var en betydelig by i Middelalderen med adskillige klostre og fæstningsanlæg. En række patricierhuse, bl.a. Jørgensens Hotel, vidner om at Horsens også var "købmændenes by" i 1700-tallet.
I dag er byen inde i en udviklingsfase med ny industri, der flytter til byområdet eller udvider eksisterende aktiviteter. Transportcentrum er i de sidste par år flyttet fra Trekantområdet til Horsens. Byen har stor elektronikindustri og grafiske firmaer. Horsens har endvidere Danmarks eneste industrimuseum. Den østjyske fjordby har i Søndergade Danmarks bredeste hovedstrøg, som er gågade. I den nordlige del af byen ligger på en bakketop det tidligere Horsens Statsfængsel, der nu er museum og kulturhus under navnet Fængslet med især koncerter og kulturfestivaler.

## Etymologi
Navnet staves i Kong Valdemars Jordebog Horsnæs, og lignende stavemåder (Horsnes, Horssnæs osv.) findes i mange gamle dokumenter; det udledes almindelig af / "hors“ (hest) og "næs“, hvad der også stemmer overens med byens våben, og navnet er da ligesom Assens-Asnæs gået over til den nuværende form.

## Historie

### Middelalderen
En gravplads fra slutningen af 900-tallet er fundet i Søndergade og grubehuse er påvist i Borgergade.
Horsens havde sandsynligvis betydning allerede i det 11. århundrede, men navnet ses først i det 12. århundrede, da byen var møntsted under borgerkrigen 1146-57. Dens beliggenhed gjorde den tidligt til en vigtig handels- og skibsfartsby, omend den som de andre danske købstæder i middelalderen var hæmmet af Hansestæderne.
Under krigen mellem Erik Plovpenning og Abel blev den plyndret og brændt i 1247. I 1261 kom et norsk gesandtskab til Horsens for at hente Ingeborg, Erik Plovpennings datter (som opholdt sig i et kloster i nærheden), da hun skulle giftes med Magnus Lagabøter. Under krigen med Norge blev byen brændt 1285 af den norske fribytter Alf Erlingsen. Erik Menved opholdt sig i byen i 1292 og 1299 og udstedte flere breve herfra. Han sluttede i Horsens den 9. august 1313 et forlig med hertug Erik 2. af Sønderjylland og lod ved den lejlighed nogle adelsmænd dømme som forrædere, fordi de havde ægget bønderne til oprør; de oprørske bønder blev ligeledes straffet og tvunget til at opføre en borg i eller ved Horsens. At byen har lidt under interregnet og de påfølgende urolige tider, lige som under Den Sorte Død i det 14. århundrede, er vel utvivlsomt. Erik af Pommern sluttede den 22. august 1432 i Horsens en våbenstilstand på 5 år med de holstenske grever og Hansestæderne. En rigsdag holdtes her i 1453.
Byen har tidligt haft sin egen stadsret, i alt fald fra det 13. århundrede, vistnok taget af den slesvigske stadsret, hvad der fremgår af et brev fra 1317, hvori Horsens borgere sendte Æbeltoft en afskrift af "Vor Lov, som er stadfæstet af de danske Konger". Hvornår den fik købstadsrettigheder, vides ikke. De ældste kendte privilegier er udstedt i 1442 af Christoffer af Bayern og ofte senere bekræftet og udvidet, således i 1452, 1485, 1503, 1531, 1540, 12. december 1560, 1597, 30. november 1648 og 23. januar 1672.
Byen havde i middelalderen to klostre.
- Franciskanerklosteret blev stiftet i 1261 af ridder Niels fra Barritskov, der skænkede Gråbrødreordenen sin store gård i Horsens tillige med alle sine byggegrunde og pladser der imellem det vest derfor liggende stræde (Badstuestrædet) og byens østre grav. I de følgende tider betænktes klosteret ofte med gaver, således i testamenter 1268, 1319, 1396, 1495, 1509 og 1514. I 1275 og senere, sidst 1529, holdt franciskanerne kapitel her; under Erik af Pommern, Christian I og kong Hans blev der holdt møder og retterting her. Ved 1497 hjemsøgtes klosteret af en større brand; 1504 antog munkene den strengere ordensregel, Observantsen. I reformationstiden fandt munkene en tid lang støtte hos adelsmanden Manderup Holck til Barritskov, en ætling af klosterets stifter, men uvilje fra borgernes side nødte dem snart til at drage bort; 1530 fik borgerskabet af kongen løfte på at erholde tilbage alle de gårde og jorder i byen, som var overført til klosteret, når munkene drog bort; dette foregik i 1532, og klosterkirken blev da givet byen til sognekirke, mens klostergården bestemtes dels til skole og bolig for præsten, dels til hospital. Klosteret har sikkert på sædvanlig vis udgjort et firefløjet bygningskompleks, af hvilket kirken vistnok dannede den nordlige fløj. Desuden synes der til klosteret at have hørt et hus nede ved åen, syd for klosteret. Fundamenter af det blev fundet i 1875 og senere.[3]
- Det andet kloster mod øst uden for byen, Sankt Hans Kloster eller Korsbrødregården, var af Johanniterordenen. Det nævnes første gang 1390, da der forekom en Bernhard som forstander for det, men sandsynligvis var det noget ældre. I tidens løb erhvervede det adskillige ejendomme i byen og på landet; 1438 mageskiftede det således to gårde i Elbæk og Gangsted samt en bod i Horsens mod en mark ved Hansted Bro, der tilhørte Øm Kloster; 1505 havde det andel i Elling mark; også Priorslykke og Spedalsø ved Horsens havde det rådighed over, lige som Horsens Sankt Jørgensgård vistnok har stået i afhængighedsforhold til det; 1530 skødede prior og konvent Lerager i Nørvang Herred til Mogens Gøye. Klosterkirken synes mærkelig nok tillige at have været sognekirke; thi 1480 fik prioren pavens tilladelse til, at de sognefolk, som indtil da havde søgt klosterkirken, fremtidig for at undgå sørøveroverfald måtte søge Sankt Jacobi Kapel[3] i Horsens, der tilhørte klosteret. Ved reformationen blev klosteret inddraget under kronen og bortforlenet til adelige, således 1537 til forhenværende biskop Oluf Munck; 1668 blev det forlenet til Holger Rosenkrantz, der 29. januar 1575 fik det tilskødet af kongen "med Bygning, Kirke, Kirkegaard tillige med alt Gods", deriblandt omtrent 60 bøndergårde. Klosteret har sikkert været et firefløjet kompleks, af hvilket klosterkirken dannede den sydlige fløj, men heraf findes nu intet spor. Klosterkirken forsvandt sikkert længe før de øvrige bygninger. På klosterkirkegården er der fundet murede grave. Til klosteret hørte som til alle andre Johanniterklostere et sygehus, der lå på kirkegården syd for kirken, nær ved stranden; 1562 blev det skænket til Aarhus Hospital.[5]

Af milde stiftelser har byen haft to: et Helligåndshus og en Sankt Jørgensgård. Helligåndshuset hørte til rækken af de borgerlige hospitalsstiftelser; det var i alt fald til i 1509, måske dog allerede 1468, idet det mulig er identisk med den "Helgensgaard i Horsens", der nævnes dette år. Med hospitalet var forbundet et kapel. Helligåndshuset blev med alt tilliggende 1541 skænket til Aarhus Hospital, hvortil lemmerne flyttedes, men 1560 blev det atter oprettet som hospital. Sankt Jørgensgården, for spedalske, lå uden for byen, uvist hvor; den nævnes første gang i 1492, da kong Hans tillod, at Thorsted Kirke fremdeles måtte tilhøre den (stadfæstet 1502 og 1524); ved Christian IIIs brev af 1542 er den sikkert blevet ophævet.
Byen har mulig haft en kirke endnu foruden de to nævnte klosterkirker og Sankt Ibs Kirke. Thi ved brev af 1540 tillod Christian III borgerne i Horsens at "nedbryde den gamle Kirke, som kaldes Vor Frue Kirke, og benytte Kalk, Sten, Klokker og Tømmer og anden Del til Hjælp til at opbygge deres Sognekirke med". Den her mente sognekirke er vist nok den tidligere gråbrødrekirke, der 1532 blev sognekirke. "Vor Frue Kirke" har man almindelig antaget var identisk med Sankt Ibs Kirke eller den nuværende Vor Frelsers Kirke, idet denne oprindeligt skulle have været indviet til Vor Frue og efter reformationen have fået navnet Sankt Ibs; det er dog meget tvivlsomt, blandt andet fordi kirken allerede i 1480 kaldes capella sancti Jacobi og 1532 Sankt Ibs. Snarere kunne man tænke på Sankt Hans Klosters kirke, da klosteret 1480 kaldtes "preceptoria beate Marie virginis", men dette er også tvivlsomt. Om en Vor Frue Kirke i Horsens vides for øvrigt intet.
At byen i middelalderen har haft flere gilder, må antages; 1532 nævnes Vor Frue Kompagni; der må vistnok også have været et Sankt Gertruds Gilde (1627 nævnes "Sankt Gertruds Have") og måske et papegøjegilde.
Byen har i middelalderen været omgivet af grave og volde; 1261 nævnes den Østre grav, der vistnok har gået midt over Kattesund noget øst for Borgergade ned til åen; ligeledes omtales Vestre grav, som gaden "Graven" mellem Nørregade og Søndergade endnu minder om; mod nord har grænsen vist nok været omtrent, hvor Kildegade nu går; mod syd havde byen en naturlig grav i åen. I et kongebrev fra 1581 tillades det byen at bruge og bebygge resterne af de gamle volde, som da lå øde og ubrugte. Byen har haft 5 porte: Sønderport ("Hospitalsport" ved byens ældste bro Sønderbro, også kaldet Sankt Jørgens Bro, Højbro og Hospitalsbro), Fugholms Port, Smedegades Port, Kattesunds Port og Borgergades Port (først nedbrudt ved konsumtionens ophævelse ved midten af det 19. århundrede). Den næstældste bro er Fugholms Bro.

### Renæssancen
I slutningen af middelalderen og begyndelsen af den nyere tid tiltog byens handel især på Lübeck, Hamborg, Bremen, Amsterdam og Norge, efterhånden som Hansestædernes magt knækkedes; den regnedes for en af Jyllands vigtigste byer, mange adelige havde gårde der, og velstanden steg, om også fremgangen for en kort tid kunne hæmmes ved pest og ildebrand. Således fik borgerne efter en stor brand 1540 skattefrihed i 4 år, og to år efter fik de Kronens mark, Lovby Mark, mod en årlig afgift, for at borgerne kunne komme til "deres rette Næring og Bjærging" og byen "saa meget desbedre blive bygget og forbedret igen". Efter en anden stor brand under Frederik II fik borgerne atter skattefrihed i 2 år, men tillige pålæg om at tække husene med tegl. Pesten hjemsøgte byen blandt andet 1578-79. I øvrigt tog byen stærk del i de store bevægelser, der indledte den nyere tid. Reformationen fik tidlig fodfæste, navnlig ved prædikanten Peder Borgsmed, der allerede optrådte her 1530. Christian III modtog de jyske og fynske stænders hylding 18. august 1534 uden for Horsens. Under krigene i det 17. århundrede led byen meget; den plyndredes både af venner og fjender. Således huserede den tyske oberst Wolf Heinrich Bauditz (Baudissin), der var i dansk tjeneste, slemt her i 1627, og samme år besattes den af de kejserlige tropper, der først forlod den ved fredsslutningen 1629. Næppe var den kommen til kræfter igen, før den i januar 1644 blev besat af de svenske, som brandskattede den for over 30.000 rigsdaler og for en stor del ødelagde den, idet 89 gårde og huse vare mere eller mindre i grus og dens skibe ruinerede eller bortførte, "saa at mange derudover ere geraadne i Armod, og udi Byen nu er ganske ringe Formue og Næring". Ved kongeligt brev af 1646 fik Horsens skattefrihed for 3 år. Atter besattes den af de svenske 1657, og året efter kom de allierede, polakkerne og brandenborgerne, der efterlod den i en sådan tilstand, at den for lange tider lå nede.

### Under enevælden
I 1672 havde den kun 1.584 indbyggere, da mange vare flygtede fra byen; i 1682 var der kun 87 gårde, 72 huse og 279 boder (mod 123, 158 og 302 i 1627) og en stor del øde pladser. Dertil kom indkvarteringer og forøgede skatter, handel og søfart gik tilbage, og byen stod i stampe til langt op i det 18. århundrede. I 1720 siger magistraten, at af de 214 mænd, der havde borgerskab, var halvdelen fattige, og en stor del betlede brødet, og 1753 erklærede den, at "den sorte Armod regerer i de fleste Huse med bevæbnet Haand". I 1709 havde byen 17 fartøjer på 152½ læster, 1711 kun 13 fartøjer på 127 ½ læster. Ifølge magistratens udtalelser i marts 1721 havde byen ved fjendehånd mistet 12 skibe; 1726 var der 18, 1732 og 1735 24 skibe på 232 læster, i 1746 20 skibe på 156 læster. Skibsfarten gik mest på Flensborg, København og Østersøbyerne samt Norge. En væsentlig hindring for sejladsen var de dårlige havneforhold, til hvis forbedring der først blev gjort noget af betydning i slutningen af det 18. århundrede. Folketallet angives 1769 til 2.584 og 1787 til 2.221.
I 1808 havde byen indkvartering af fransk-spanske tropper.
Endnu 1806 (da 31 skibe på 457 læster) kunne borgmesteren sige, at tilstanden var den samme som 1768. Men da den syvårige krig med England og den deraf følgende krise var overstået, og havnearbejdet havde fået fart, kom fremgangen og udvidelsen, navnlig efter 1840.

### Horsens anno 1778
Horsens, en købstad i Nim Herred, Stjernholm Amt, Århus Stift, 5½ mil fra Aarhus og 4 mil fra Vejle. Byens ældste privilegier som kendes, er fra Christoffer af Bayern 1442. Den har allerede været til i det 11. århundrede.
Byen har 14 gader, 2 torve, et stort grundmuret rådhus, 5 porte, 2 broer over åen, 497 gårde og huse, deriblandt afg. etatsråd Lichtenbergs gård på 2 etager grundmuret med hvælvede kældre, anseelig opgang, betrukne og gipsede værelser. Apoteket og gården næst ved og grev Trampes gård samt adskillige andre anseelige gårde på 2 etager.
Klosterkirken er stor og indvendig anseelig, har ingen kirketårn. Altertavlen er middelalderligt billedskærerarbejde, meget stærkt forgyldt med fire låger. Koret er stort og anseeligt med et stort tralværk. Prædikestolen er overmåde ziirlig af ibenholt og brasilientræ, billedhuggerarbejdet er et basrelief bekostet 1670 af Dorthe Hansdatter, rådmand Anders' enke. Orgelværket er stort og ziirligt bekostet 1739 af købmand Peder Bjerring. Sankt Ibs eller Jacobi Kirke har et højt tårn med 5 klokker og et spir tækket med kobber.
Latinskolen er bygget 1745, 54 fag ny grundmur og 8 fag bindingsværk, hvori er et bibliotek med 430 bind. Dertil er 1 rektor, 2 hørere, 30-40 disciple.
Hospitalet er bygget på Frederik 2.'s befaling 1560, er en stor gammel, grundmuret bygning på 21 fag, vel vedligeholdt, deri er 33 lemmer som ugentligt nyde 2 mark, har en forstander og egen præst, som tillige er sognepræst til Torsted i Hatting Herred. Den fri danske skole er oprettet 1752 af en købmand Jens Jørgen Lindved.
Indbyggerne består af 500 familier, hvoriblandt er sognepræsten, kapellanen, hospitalspræsten, rektor, 2 hørere, byens øvrighed som er 1 borgmester, 2 rådmænd, 1 byfoged, 1 byskriver og 1 rådstueskriver, tolderen, kontrolløren, postmesteren, vejer og måleren, doktor medicinæ, apotekeren, en kirurg, 32
købmænd, 17 skippere, 132 håndværkere, i alt 1.700 personer.
Byen har 17 skibe som mest farer søndenfjelds på Norge, til København, Lübeck, Flensborg og Østersøen. Havnen er bekvem for mådelige skibe, mens de over 10 læster må ligge for anker og overvintre i Stensballe sund, ¼ mil fra byen, og varerne må da ind- og udføres med pramme.
Byens jorder er 139 tønder 5 skæpper hartkorn. Fiskeriet er kun lidet af torsk og flynder. Konsumptionen er 6.000 rigsdaler.
Markeder holdes 27. juni og 8. oktober.
Ved byen lå Stjernholm Slot, hvoraf nu slet ingen levninger findes.
- Kilde: Hans Holk: Provincial-Lexicon over Dannemark, 1778.

Fra 1780 til 1808 var fire russiske prinser og prinsesser bosat ved Torvet i Horsens, kendt som det russiske hof i Horsens.

### Den tidlige industrialisering
Horsens befolkning var stigende i slutningen af 1800-tallet og i begyndelsen af 1900-tallet: I 1850 var der 5.827 indbyggere.
I 1855 var indbyggerantallet på 7.250, i 1860 var det 8.980,
i 1870 var der 10.501 indbyggere, og i 1880 var der 12.654.
I 1890 var indbyggerantallet steget til 17.290, i 1901 var det 22.243, mens det i 1906 var på 22.327 og i 1911 på 23.843 indbyggere.
I løbet af 40 år (fra 1850 til 1890) blev befolkningen i Horsens således tredoblet, se evt. antallet af indbyggere i Horsens fordelt på årstal i nedenstående tabel.
| Antal indbyggere i Horsens købstad fordelt på årstal (1850-1911) | Antal indbyggere i Horsens købstad fordelt på årstal (1850-1911) | Antal indbyggere i Horsens købstad fordelt på årstal (1850-1911) | Antal indbyggere i Horsens købstad fordelt på årstal (1850-1911) | Antal indbyggere i Horsens købstad fordelt på årstal (1850-1911) | Antal indbyggere i Horsens købstad fordelt på årstal (1850-1911) | Antal indbyggere i Horsens købstad fordelt på årstal (1850-1911) | Antal indbyggere i Horsens købstad fordelt på årstal (1850-1911) | Antal indbyggere i Horsens købstad fordelt på årstal (1850-1911) | Antal indbyggere i Horsens købstad fordelt på årstal (1850-1911) |
| Horsens købstad                                                  | Årstal                                                           | Årstal                                                           | Årstal                                                           | Årstal                                                           | Årstal                                                           | Årstal                                                           | Årstal                                                           | Årstal                                                           | Årstal                                                           |
| Horsens købstad                                                  | 1850                                                             | 1855                                                             | 1860                                                             | 1870                                                             | 1880                                                             | 1890                                                             | 1901                                                             | 1906                                                             | 1911                                                             |
| ---------------------------------------------------------------- | ---------------------------------------------------------------- | ---------------------------------------------------------------- | ---------------------------------------------------------------- | ---------------------------------------------------------------- | ---------------------------------------------------------------- | ---------------------------------------------------------------- | ---------------------------------------------------------------- | ---------------------------------------------------------------- | ---------------------------------------------------------------- |
| Indbyggertal                                                     | 5.827                                                            | 7.250                                                            | 8.980                                                            | 10.501                                                           | 12.654                                                           | 17.290                                                           | 22.243                                                           | 22.327                                                           | 23.843                                                           |
| Kilder: 1850 1855 og 1860 1870 og 1880 1890-1911.                |                                                                  |                                                                  |                                                                  |                                                                  |                                                                  |                                                                  |                                                                  |                                                                  |                                                                  |

Bolignøden var så stor, at byrådet i 1919 besluttede at opføre 99 husvildebarakker på byens tidligere markedsplads. De blev omtalt som "Nørretorvs barakker" og var tegnet af Horsens' førende arkitekt, Viggo Norn.
Befolkningens sammensætning efter næringsveje var i 1890: 1.375 levede af immateriel virksomhed, 7.768 af håndværk og industri, 3.188 af handel, 141 af jordbrug, 158 af søfart, 131 af fiskeri, 3.477 af forskellig daglejervirksomhed, 561 af deres midler, 183 af almisser, og 308 (deraf 287 tugthusfanger) sad i fængsel. Ifølge en opgørelse i 1906 var indbyggertallet 22.327, heraf ernærede 1.553 sig ved immateriel virksomhed, 331 ved landbrug, skovbrug og mejeridrift, 175 ved fiskeri, 12.981 ved håndværk og industri, 3.414 ved handel med mere, 1.318 ved samfærdsel, 955 var aftægtsfolk, 1.127 levede af offentlig understøttelse og 473 af anden eller uangivet virksomhed.
Af større fabrikker og industrielle anlæg havde byen omkring år 1900: Crome & Goldschmidts fabrikker, spinderier og væverier for tilvirkning af bomulds-, linned- og uldvarer (de anlagdes 1864, gik 1874 over til et aktieselskab, med aktiekapitital på 1.600.000 kr., 1881 tilkøbtes "Ribe tekstile Fabrikker"; det store kompleks af bygninger, ved Fabriksvej, udvidedes betydeligt 1892; der er 550 mekaniske væve og omtrent 850 arbejdere af begge køn og funktionærer (foruden arbejdskraften på Horsens Tugthus); til fabrikken hørte en brugsforening, en lånekasse og en sygekasse; den årlige omsætning henved 4 mio. kr.), F. C. Madsens Dampvæveri (særlig kulørte bomuldstøjer og hel- og halvuldne kjoletøjer, anlagt 1874, fra 1898 aktieselskeb, aktiekapital 300.000 kr.; omtrent 130 arbejdere, årlig produktion omtrent 30.000 stk. tøj), Paasch & Larsen, Petersen (fabrikation af mejeribrugsredskaber og maskiner, et 1897 oprettet aktieselskab, aktiekapital 300.000 kr.), Møller & Jochumsens Maskinfabrik og Jærnstøberi (anlagt 1857, aktieselskab fra 1897, aktiekapital 200.000 kr.), H. Jacobsen & Co.’s Maskinfabrik og Jærnstøberi (anlagt 1893), J. Stallknechts Jærnstøberi og Maskinfabrik (det ældste jernstøberi i Jylland, oprindeligt anlagt 1831 af C. F. Weiss), Horsens Symaskinefabrik (J. Stallknecht, symaskiner og cykler), Aurora (et 1899 oprettet aktieselskab, mejeribrugsartikler), Horsens Lædervare- og Drivremmefabrik (en sække-, sejl-, telt- og flagfabrik), Stjernholms Fabrikker (tilvirkning af tagpap, asfalt samt cementstøberi, anlagt i 1870-erne, fra 1889 et aktieselskab, aktiekapital 35.000 kr.), Horsens Damp-, Høvle- og Savværk (anlagt 1888), trævarefabrikken Thor, Horsens Baiersk- og Hvidtøls Bryggeri (anlagt 1868, fra 1895 et aktieselskab, aktiekapital 400.000 Kr.; 1898 indlemmedes det i det da dannede "Østjydske Bryggerier"; de anselige bygninger, ved Nørretorv og Stefansgade, blev helt ombyggede 1879-81 og udvidede, atter udvidede 1899; omtrent 75 mandlige og kvindelige arbejdere; årlig produktion: indtil 45.000 tønder øl), et brændevinsbrænderi (Larsen & Co.), flere mineralvandsfabrikker, Horsens Dampmølle (anlagt 1854, overgik 1880 til et aktieselskab, aktiekapital 200.000 kr.), Nørrebros Dampmølle (anlagt 1867), Aggerbecks Sæbe- og Parfumefabrik (anlagt 1852), Christiansholms Sæbefabrik (anlagt 1860 på Spedalsø, 1895 flyttet til Horsens), en tobaksfabrik (Petersen & Sørensen, anlagt 1865, udvidet 1886; omtrent 100 voksne arbejdere og 125 børn), Horsens nye kalkværk (et 1891 oprettet aktieselskab, aktiekapital 40.000 kr.), en imprægneringsanstalt (anlagt af R. Colstrup ved havnen på en 8 td. land stor grund, kunne behandle 1½ mio. kubikfod træ årlig - 1901: 1,2 mio. kubikfod, særlig jernbanesveller). En fabrik for telefoner osv. (E. Møller; har købt den tidligere trævarefabrik "Bastian“), Horsens Andelssvineslagteri (oprettet 1887, udvidet 1899; den indskudte kapital var der efter 266.500 Kr.; årlig omsætning ca. 2¼ mio. kr.), Arbejdernes Brugsforening drev bryggeri og bageri, m. m. Der var 7 bogtrykkerier.

### Mellemkrigstiden
Gennem mellemkrigstiden steg indbyggertallet fortsat i Horsens: i 1916 var der 25.149 indbyggere, i 1921 27.577,
i 1925 28.135,
i 1930 28.363,
i 1935 29.856
mens der i 1940 var 30.417 indbyggere. Samtidig skete der en vækst i forstæderne Bækkelund og Dagnæs villakvarter i Tyrsted-Uth Kommune og Ved Sundet by i Vær-Nebel Kommune.
I nedenstående tabel fremgår antallet af indbyggere i Horsens på lokalitet (Horsens købstad, de tre forstæder (Dagnæs villakvarter, Bækkelund og Ved Sundet) og samlet) fordelt på årstal.
| Antal indbyggere i Horsens købstad og forstæder (lokaliteter) fordelt på årstal (1916-1940) | Antal indbyggere i Horsens købstad og forstæder (lokaliteter) fordelt på årstal (1916-1940) | Antal indbyggere i Horsens købstad og forstæder (lokaliteter) fordelt på årstal (1916-1940) | Antal indbyggere i Horsens købstad og forstæder (lokaliteter) fordelt på årstal (1916-1940) | Antal indbyggere i Horsens købstad og forstæder (lokaliteter) fordelt på årstal (1916-1940) | Antal indbyggere i Horsens købstad og forstæder (lokaliteter) fordelt på årstal (1916-1940) | Antal indbyggere i Horsens købstad og forstæder (lokaliteter) fordelt på årstal (1916-1940) |
| Lokalitet                                                                                   | Årstal                                                                                      | Årstal                                                                                      | Årstal                                                                                      | Årstal                                                                                      | Årstal                                                                                      | Årstal                                                                                      |
| Lokalitet                                                                                   | 1916                                                                                        | 1921                                                                                        | 1925                                                                                        | 1930                                                                                        | 1935                                                                                        | 1940                                                                                        |
| ------------------------------------------------------------------------------------------- | ------------------------------------------------------------------------------------------- | ------------------------------------------------------------------------------------------- | ------------------------------------------------------------------------------------------- | ------------------------------------------------------------------------------------------- | ------------------------------------------------------------------------------------------- | ------------------------------------------------------------------------------------------- |
| Horsens købstad                                                                             | 25.149                                                                                      | 27.588                                                                                      | 28.135                                                                                      | 28.363                                                                                      | 29.856                                                                                      | 30.417                                                                                      |
| Dagnæs villakvarter                                                                         | -                                                                                           | -                                                                                           | -                                                                                           | 472                                                                                         | 542                                                                                         | 604                                                                                         |
| Bækkelund                                                                                   | -                                                                                           | -                                                                                           | 328                                                                                         | 403                                                                                         | 432                                                                                         | 587                                                                                         |
| Ved Sundet                                                                                  | -                                                                                           | -                                                                                           | 98                                                                                          | 119                                                                                         | 135                                                                                         | 130                                                                                         |
| Horsens med forstæder                                                                       | 25.149                                                                                      | 27.588                                                                                      | 28.561                                                                                      | 29.357                                                                                      | 30.965                                                                                      | 31.738                                                                                      |
| Kilder: 1916 og 1921 1925 1930 1935 1940.                                                   |                                                                                             |                                                                                             |                                                                                             |                                                                                             |                                                                                             |                                                                                             |

Ved folketællingen i 1930 hvor Horsens købstad havde 28.363 indbyggere, ernærede 529 af dem sig ved landbrug m.v.. (herunder gartneri, havebrug og frugtavl, skovbrug og fiskeri), 12.760 ved håndværk og industri, 4.322 ved handel og omsætning, 2.284 ved kommission og transport, 2.151 ved immateriel virksomhed, 2.041 ved husgerning, 4.077 var ude af erhverv og 199 havde ikke oplyst indkomstkilde.
I nedenstående tabel fremgår antallet af indbyggere i 1930 med en given næringsvej fordelt på lokalitet (Horsens købstad, de tre forstæder (Dagnæs villakvarter, Bækkelund og Ved Sundet) og samlet).
| Antal indbyggere i Horsens købstad og forstæder (lokaliteter) fordelt på næringsveje i 1930 | Antal indbyggere i Horsens købstad og forstæder (lokaliteter) fordelt på næringsveje i 1930 | Antal indbyggere i Horsens købstad og forstæder (lokaliteter) fordelt på næringsveje i 1930 | Antal indbyggere i Horsens købstad og forstæder (lokaliteter) fordelt på næringsveje i 1930 | Antal indbyggere i Horsens købstad og forstæder (lokaliteter) fordelt på næringsveje i 1930 | Antal indbyggere i Horsens købstad og forstæder (lokaliteter) fordelt på næringsveje i 1930 | Antal indbyggere i Horsens købstad og forstæder (lokaliteter) fordelt på næringsveje i 1930 | Antal indbyggere i Horsens købstad og forstæder (lokaliteter) fordelt på næringsveje i 1930 | Antal indbyggere i Horsens købstad og forstæder (lokaliteter) fordelt på næringsveje i 1930 | Antal indbyggere i Horsens købstad og forstæder (lokaliteter) fordelt på næringsveje i 1930 |
| Lokalitet                                                                                   | Næringsveje                                                                                 | Næringsveje                                                                                 | Næringsveje                                                                                 | Næringsveje                                                                                 | Næringsveje                                                                                 | Næringsveje                                                                                 | Næringsveje                                                                                 | Næringsveje                                                                                 | Næringsveje                                                                                 |
| Lokalitet                                                                                   | Landbrug m.v.                                                                               | Håndværk, industri                                                                          | Handel og omsætning                                                                         | Kommission og transport                                                                     | Immateriel virksomhed                                                                       | Hus- gerning                                                                                | Ude af erhverv                                                                              | Uan- givet                                                                                  | I alt                                                                                       |
| ------------------------------------------------------------------------------------------- | ------------------------------------------------------------------------------------------- | ------------------------------------------------------------------------------------------- | ------------------------------------------------------------------------------------------- | ------------------------------------------------------------------------------------------- | ------------------------------------------------------------------------------------------- | ------------------------------------------------------------------------------------------- | ------------------------------------------------------------------------------------------- | ------------------------------------------------------------------------------------------- | ------------------------------------------------------------------------------------------- |
| Horsens købstad                                                                             | 529                                                                                         | 12.760                                                                                      | 4.322                                                                                       | 2.284                                                                                       | 2.151                                                                                       | 2.041                                                                                       | 4.077                                                                                       | 199                                                                                         | 28.363                                                                                      |
| Dagnæs villaby                                                                              | 23                                                                                          | 292                                                                                         | 55                                                                                          | 40                                                                                          | 17                                                                                          | 13                                                                                          | 11                                                                                          | 21                                                                                          | 472                                                                                         |
| Bækkelund                                                                                   | 28                                                                                          | 261                                                                                         | 45                                                                                          | 14                                                                                          | 11                                                                                          | 14                                                                                          | 19                                                                                          | 11                                                                                          | 403                                                                                         |
| Ved Sundet                                                                                  | 25                                                                                          | 32                                                                                          | 30                                                                                          | 0                                                                                           | 8                                                                                           | 18                                                                                          | 2                                                                                           | 4                                                                                           | 119                                                                                         |
| Horsens med forstæder                                                                       | 605                                                                                         | 13.345                                                                                      | 4.452                                                                                       | 2.338                                                                                       | 2.187                                                                                       | 2.086                                                                                       | 4.109                                                                                       | 235                                                                                         | 29.357                                                                                      |
| Kilde:.                                                                                     |                                                                                             |                                                                                             |                                                                                             |                                                                                             |                                                                                             |                                                                                             |                                                                                             |                                                                                             |                                                                                             |

### Efterkrigstiden
Efter 2. verdenskrig fortsatte Horsens sin befolkningsvækst. I 1945 var der 32.400 indbyggere i Horsens købstad,
i 1950 35.898 indbyggere, i 1955 var der 36.567 indbyggere.
I 1960 var der 37.261 indbyggere, mens det i 1965 faldt til 37.106 indbyggere.
Samtidig udviklede forstæderne sig, og nye forstæder kom til, Torsvang i Hatting-Torsted Kommune.
I nedenstående tabel fremgår antallet af indbyggere i Horsens købstad, de fire forstæder (Dagnæs villakvarter, Bækkelund, Ved Sundet og Torsvang) og samlet fordelt på årstal.
| Antal indbyggere i Horsens købstad og forstæder (lokaliteter) fordelt på årstal (1945-1965) | Antal indbyggere i Horsens købstad og forstæder (lokaliteter) fordelt på årstal (1945-1965) | Antal indbyggere i Horsens købstad og forstæder (lokaliteter) fordelt på årstal (1945-1965) | Antal indbyggere i Horsens købstad og forstæder (lokaliteter) fordelt på årstal (1945-1965) | Antal indbyggere i Horsens købstad og forstæder (lokaliteter) fordelt på årstal (1945-1965) | Antal indbyggere i Horsens købstad og forstæder (lokaliteter) fordelt på årstal (1945-1965) |        |
| Lokalitet | Årstal                                                                                      | Årstal                                                                                      | Årstal                                                                                      | Årstal                                                                                      | Årstal                                                                                      | Årstal |
| Lokalitet | 1945                                                                                        | 1950                                                                                        | 1955                                                                                        | 1960                                                                                        | 1965                                                                                        |        |
| --- | ------------------------------------------------------------------------------------------- | ------------------------------------------------------------------------------------------- | ------------------------------------------------------------------------------------------- | ------------------------------------------------------------------------------------------- | ------------------------------------------------------------------------------------------- | ------ |
| Horsens købstad | 32.400                                                                                      | 35.898                                                                                      | 36.567                                                                                      | 37.261                                                                                      | 37.106                                                                                      |        |
| Dagnæs villakvarter | 553                                                                                         | 654                                                                                         | 856a                                                                                        | 1.255                                                                                       | 2.630b                                                                                      |        |
| Bækkelund | 494                                                                                         | 632                                                                                         | 745                                                                                         | 805                                                                                         | 2.630b                                                                                      |        |
| Ved Sundet | 100                                                                                         | 131                                                                                         | 209                                                                                         | 302                                                                                         | 468c                                                                                        |        |
| Torsvang | (286)d                                                                                      | (272)d                                                                                      | 375                                                                                         | 558                                                                                         | 1.691e                                                                                      |        |
| Horsens med forstæder | 33.547                                                                                      | 37.315                                                                                      | 38.752                                                                                      | 40.181                                                                                      | 41.895                                                                                      |        |
| Noter og kilder: a) Folketallet i 1955 for Dagnæs villakvarter blev revideret i 1960-folketællingen til det her angivne antal. b) Optællingen er angivet som et samlet antal indbyggere for Dagnæs villakvarter og Bækkelund. c) Husodde indgår i optællingen. d) I 1945 og 1950 er indbyggertallet baseret på en opgørelse for Hatting-Torsted. I disse år indgår indbyggerne i Torsvang ikke i den samlede opgørelse af indbyggere i Horsens med købstæder. e) Torsted indgår i optællingen. |                                                                                             |                                                                                             |                                                                                             |                                                                                             |                                                                                             |        |

## Kultur
Horsens har et rigt kulturliv både inden for musik, events, kunst og museer samt sport og andet.

### Musik
I Horsens udfolder musiklivet sig på forskellig vis og forskellige steder i byen.
Stadionkoncerter Horsens er en koncertby, der er kendt for at kunne tiltrække internationale musikere som fx Bob Dylan, Madonna Rolling Stones og Dolly Parton, David Bowie, Elton John, AC/DC samt Harry Styles. En lokal sponsorklub Horsens & Friends, der er støttet af det lokal erhvervsliv og Horsens Kommune, er arrangør af de store koncerter.
Koncerter på Fængslet er også en tilbagevendende begivenhed, hvor en række af både danske og udenlandske bands optræder.
Rock i Lunden afholdes hvert år. Det er en serie af sommerkoncerter på friluftsscenen i den centrale bypark ’Caroline Amalie Lunden’. Programmet har et folkeligt tilsnit, der spænder lige fra pop og rock til tidløse klassikere.
Horsens Ny Teater afholder også en række af mindre koncerter.
Platform K er et værested, hvor bl.a. lokale, up-coming musikere kan leje øvelokaler. Det er også et spillested med koncerter og en cafe, der er åben for alle – også uden deltagelse i et event eller køb i baren.
Horsens Garden er en drengegarde for de 6-25-årige. Horsens Garden er Danmarks ældste provinsgarde. Den blev stiftet i 1942 i anledning af Horsens bys 500 års købsstadsjubilæum. Garden deltager både ved arrangementer i ind- og udland. Horsens Garden består af to enheder, et tambourkorps med trommer og fløjter, og et brassband med messinginstrumenter og slagtøj.

### Museer
Horsens har flere større og mindre museer med hvert sit fokus. De er kort beskrevet nedenfor.
Horsens Museum har en kulturhistorisk samling. Herudover rummer Horsens Museum fx også en udstilling om den opdagelsesrejsende Vitus Bering, som blev født i Horsens samt et skatkammer fyldt med over 450 sølvarbejder fra Horsens fra 1636 og frem til 1900-tallets begyndelse. Indtil 1986 omfattede Horsens Museum også en kunstsamling. Den findes i dag på Horsens Kunstmuseum.
Horsens Kunstmuseum er et museum for dansk samtidskunst. Kunstmuseet har en væsentlig samling af værker skabt af kunstnere fra 80'er-generationen, herunder den største samling af Michael Kviums værker og omfattende samlinger af Christian Lemmerz, Erik A. Frandsen, Lars Nørgård, Nina Sten-Knudsen, Bjørn Nørgaard og Peter Holst Henckel. Horsens Kunstmuseum har desuden en betydelig samling af den lokale kunstner Mogens Zieler.
Industrimuseet i Horsens blev etableret i 1977. På Industrimuseet kan besøgende få et indblik i, hvordan industrialiseringen ændrede danskernes liv i såvel hjemmet som på arbejdspladsen. Fx kan besøgende tage på en tidsrejse gennem den almindelige, danske arbejders liv ved at træde ind i arbejderboliger fra forskellige tidsaldre (fra 1880’erne til 2000). Butiksgaden giver indblik i, hvordan almindelige butikker så ud, før supermarkederne kom til Danmark. Der også mulighed for at opleve, hvordan det var at gå i skole i 1930’erne/1950’erne. I maskinhallen kan dampmaskiner og forskellige former for forbrændingsmotorer (fra 1800-tallet til 1950’ern) både ses og ikke mindst høres, når de bliver igangsat af frivillige motormænd. Herudover er der etableret værksteder med forskelligt håndværk og en tekstilfabrik.
Fængslet er Europas største fængselsmuseum. Det er indrettet i det tidligere Horsens Statsfængsel, der gemmer på en række historier om livet for fanger og fangevogtere gennem mere end 150 år. Det er bl.a. muligt at følge flugtkongen Carl August Lorentzens flugt (1949) gennem en rekonstruktion af en 18 meter lang flugttunnel under fængselsgården. Besøgende kan endvidere få indblik i den sidste halshugning i Danmark, som blev eksekveret i gården i Statsfængslet i 1892. Historien om tidligere justitsminister Peter Adler Albertis underslæb og dokumentfalskneri og efterfølgende dom kan også følges, idet han bl.a. sad i Horsens Statsfængsel fra 1910-1912.
Danmarks Nimbus Tourings Motorcykle Museum er et mindre museum beliggende ved Industrimuseet. Det rummer en udstilling med flere af de danskproducerede Nimbus-motorcykler samt fortællingen om nogle af de kulturhistoriske sammenhænge, som Nimbuser har været brugt i.

### Events
Horsens danner ramme om en række events, der trækker mange besøgende til byen.
Fængslet er en oplevelsesvirksomhed, der er beliggende i det tidligere Horsens Statsfængsel. Fængslet rummer ud over fængselsmuseet en række muligheder for forskellige aktiviteter med flere formål. Fx har Locked etableret sig med 'Escape rooms', hvor deltagerne skal søge at slippe ud af på basis af en række ledetråde og gåder. I 2015 åbnede Sleepin, der er et hostel, hvor det er muligt at booke en overnatning i en af fængslets celler. Firmaer, der gerne vil benytte Fængslets lokalitet til møder, events og konferencer kan leje sig ind i fx fængslets tidligere arrest, i snedkeriet eller fængselsgården. Herudover er der etableret et brasseri ved navn Fængslet.
Horsens Middelalderfestival er en årlig begivenhed, hvor besøgende kan opleve middelalderen over to dage. Middelalderfestivalen har været afholdt siden 1992. I 2013 blev festivalen flyttet fra Horsens midtby til ’Fængslet’, hvor der kom ca. 60.000 besøgende. Med Fængslet som kulisse fik festivalen mulighed for at skabe illusionen om en borg med et stort middelaldermarked med alt, hvad der hører til af musik, ridderturneringer, gøglere, madboder, handel og håndværk.
Krimimessen er et årligt tilbagevendende litterært arrangement. Krimimessen, som har eksisteret siden 2001, er en festival, hvor der er fokus på at hylde og fejre kriminallitteraturen og denne genre. Læserne kan her møde danske og udenlandske krimiforfattere. Horsens Kommunes Biblioteker er arrangør og har gennem årene samarbejdet med en række danske forlag og boghandlere.

### Sport
Horsensianerne har en del fremtrædende klubber, hvoraf flere er beskrevet efterfølgende.
Horsens Idræts Club Basketball (Horsens IC eller HIC Basket) er en professionel basketballklub. Horsens IC blev grundlagt i 1978. I 1990 blev oprykningen til Basketligaen en realitet. Her har klubben befundet sig lige siden (2023). I 1992 sikrede klubben sig sit første danske mesterskab (DM) og har siden vundet fem danske mesterskaber og fire pokalmesterskaber. Eliteholdet afvikler deres hjemmebanekampe i Forum Horsens.
Horsens Håndboldklub er en håndboldklub, der blev stiftet i 1985. Kvindernes elitehold (HH Elite) spiller i Kvindeligaen (2023-2024-sæsonen). Deres hjemmekampe spilles i Forum Horsens.
AC Horsens (Alliance Club Horsens) er en fodboldklub, der blev stiftet 1. januar 1994. AC Horsens's, førstehold spiller i mændenes næstbedste foldboldrække NordicBet Ligaen (2023-2024-sæsonen). Siden stiftelsen i 1994 har holdet spillet 13 sæsoner i Superligaen. Hjemmebanekampene spilles på Casa Arena Horsens.
Horsens Orienteringsklub, der blev stiftet i 1970, er i orienteringssportens 1. division. Klubben har i perioden 2017-2023 vundet fire medaljer i DM i orienteringsløb for klubhold, og flere af klubbens medlemmer har vundet DM henholdsvis har været på landsholdet. Internationalt har to af klubbens medlemmer vundet såvel europamesterskaber (EM) som verdensmesterskaber (VM) i mountainbike-orientering (MTBO).
Horsens Sejlklub blev oprettet i 1879. Flere af klubbens medlemmer har hjemtaget danske - og nordiske mesterskaber såvel som europa- og verdensmesterskaber – foruden guld ved De Olympiske Lege (OL).

### Andet
På sundhedsområdet har Horsens Kommune markeret sig ved sin deltagelse i WHO's Healthy Cities Network, som Horsens tilsluttede sig i 1987.
Horsens Sund By Butikken åbnede året efter og var den første af sin art i Europa. Sund By Butikken er et sted, hvor borgere og kommunens medarbejdere samarbejder om indsatser inden for fællesskab, trivsel og frivillighed. I 2001 vedtog Horsens Byråd ’Horsens Deklarationen om Bæredygtighed og Sundhed for Alle’. Den har siden været grundlaget for Horsens Kommunes sundhedsfremmende og forebyggende indsats.

## Uddannelser
Der findes følgende uddannelsesinstitutioner i Horsens (2023):
- VIA University College, Campus Horsens, der er en professionshøjskole med en bred portefølje på i alt 21 videregående uddannelser
- Erhvervsakademi Dania, Campus Horsens er et akademi, der udbyder 26 korte og mellemlange videregående uddannelser samt mere end 300 akademi- og diplomfag fordelt på 16 uddannelser.
- Social- og Sundhedsskolen Fredericia - Vejle - Horsens er en skole, der udbyder erhvervsuddannelser inden for social- og sundhedsområdet (social- og sundhedshjælper, social og sundhedsassistent, pædagogisk assistent samt to forberedende grundforløb 1 og 2)
- Bygholm Landbrugsskole er en skole, der uddanner til at blive landmænd på forskellig vis (for nogle er der fokus på praktisk landmandskab (EUD), andre modtager en kombineret uddannelse med praktisk landmandskab og timer på gymnasiet (EUX) mens studenter og håndværkere kan få et hurtigere forløb (TURBO)). Herudover tilbyder skolen uddannelse til produktionsleder og agrarøkonom samt korterevarende uddannelseskurser
- Learnmark Horsens er en uddannelsesinstitution, der både udbyder 10. klasse, ungdomsuddannelser samt efter- og videreuddannelser. Learnmark Tech består af 25 tekniske erhvervsuddannelser, mens Learnmark Business har 16 merkantile erhvervsuddannelser. Herudover er der mulighed for at tage en handelsgymnasial uddannelse (HHX) eller en teknisk gymnasial uddannelse (HTX)
- Horsens HF og VUC (VoksenUddannelsesCenter) udbyder forskellige hf-uddannelsesforløb (2-årig, et 3-årig forløb, enkeltfag og et supplerende overbygningsforløb) samt en række opkvalificeringskurser, voksenundervisningsforløb og efteruddannelser for voksne
- Horsens Gymnasium & HF tilbyder den gymnasiale studentereksamen (STX) og HF
- FGU Sydøstjylland (Forberedende GrundUddannelse) er en uddannelsesinstitution for unge, der søger afklaring og/eller hjælp til at komme i gang med en ungdomsuddannelse eller ind på arbejdsmarkedet. Uddannelsesinstitutionen fokuserer på tre typer af grunduddannelser: Almen GrundUddannelse (AGU), ProduktionsGrundUddannelse (PGU) og ErhvervsGrundUddannelse (EGU)

### Historisk
En af byens store sønner Vitus Bering har bl.a. givet navn til uddannelsesinstitutionen Vitus Bering Danmark, der eksisterede i Horsens i perioden 2001-2008. Vitus Bering Danmark blev dannet gennem flere fusioner af: Byggeteknisk Højskole (BTH), Ingeniørhøjskolen i Horsens (IH), Horsens Tekniske Skole (HTS), Horsens Teknisk Gymnasium (HTX), AMU Center Horsens (AMU) og Gedved Seminarium.
I januar 2008 blev professionshøjskolen VIA University College etableret ved en fusion af Vitus Bering Danmark og fire regionale uddannelsesinstitutioner (CVU Alpha - Silkeborg, JCVU - Aarhus, CVU Midtvest - Viborg og CVU Vita – Holstebro).
’Learnmark Horsens’ opstod ved en fusion (januar 2011) af det tidligere Business College Horsens (BCH) – som indtil 2008 havde heddet ’Handelsskolen’ – og VIA Erhvervsuddannelser og AMU.
I 2020 blev Horsens Gymnasium & HF etableret ved sammenlægning af Horsens Statsskole og Horsens Gymnasium (sidstnævnte var i folkemunde stadig kendt som Amtsgymnasiet til trods for navneændring efter nedlægning af amterne).

## Kendte fra Horsens
Nedenfor følger en liste med kendte personer fra Horsens. De er opstillet i alfabetisk rækkefølge baseret på deres efternavn.
- Mette Maria Ahrenkiel - skuespiller (f. 1969)
- Vitus Bering – opdagelsesrejsende (1681-1741
- Søren Sætter-Lassen - skuespiller
- Flemming Besenbacher - professor
- Peter Bjørnskov – sanger
- Karen Brødsgaard - håndboldspiller
- Laura Damgaard - håndboldspiller
- Claus Elgaard - TV-vært
- Puk Elgaard - TV-vært
- Anne Louise Hassing - skuespiller
- Lars Hedegaard - historiker og ytringsfrihedsaktivist (f. 1942)
- Vagn Holmboe – komponist (1909-1996)
- Peter Buhl Jensen - overlæge, kræftforsker og forretningsmand (f. 1955)
- Mona Juul - dansk politiker (f. 1967)
- Kristina Jørgensen - håndboldspiller
- Rasmus Kolbe – influenter
- Simon Kjær - fodboldspiller
- Michael Kvium – maler
- Jens Nielsen - professor
- Jens Kehlet Nørskov - professor
- Mark Le Fevre - komiker
- Brian Priske - fodboldspiller
- Jørgen Ramskov – journalist
- Anne-Marie Rindom - sejler
- Christina Roslyng - håndboldspiller
- Anders Samuelsen - dansk politiker (f. 1967)
- Ole Sohn - dansk politiker (f. 1954)
- Camilla Søgaard – mountainbike-orienteringsrytter
- Mads Bech Sørensen - fodboldspiller
- Jan Trøjborg – dansk politiker (1955-2012)

## Venskabsbyer
- Nokia, Finland
- Blönduós, Island
- Moss, Norge
- Karlstad, Sverige
- Tampere, Finland
- Chengdu, Kina[33]